# Zonas de Empleo y Desarrollo Económico
Zona de Empleo y Desarrollo Económico ZEDE o Ciudad Modelo, es un proyecto de un tipo de división administrativa independiente en algunas zonas de Honduras. La Corte Suprema de Justicia aprobó en junio de 2021 esta jurisdicción especial de las Zonas de Empleo y con la entrada del nuevo gobierno, el Parlamento hondureño, en 2022, derogó al considerar que ceden soberanía a extranjeros.
Inicialmente provista de un alto nivel de autonomía con un sistema político propio, tanto a nivel judicial, económico y administrativo, en teoría basados en el capitalismo de libre mercado. Está en proyecto la creación de varias de estas ciudades con la intención de atraer inversión y generar empleo, en zonas deshabitadas del país o en municipios que soliciten su conversión a ZEDE mediante referéndum. Sus habitantes pudieron haber ingresado voluntariamente en ellas. Pero este proyecto era muy cuestionado por la población y residentes  de los lugares especificados
Cada zona de empleo y desarrollo tendría un secretario técnico que gobernaría de facto, elegido por un Comité para la Adopción de las Mejores Prácticas, a su vez escogido por el presidente de la nación, de acuerdo con la ley orgánica que regula estas zonas. 
Estas regiones especiales tienen como referente la experiencia de las regiones administrativas especiales de China (principalmente el caso de Hong Kong y como éste sirvió de ciudad modelo a las zonas económicas especiales como Shenzhen) y de otros países del oriente asiático y el sudeste asiático como Corea del Sur (Songdo) y Singapur, aunque están abiertas a experimentar con otros modelos, especialmente si evitan la interferencia de otros estados en las mismas.

## Diseño del proyecto y aprobación legal
Las ZEDE son una reformulación de las antiguas RED (Regiones Especiales de Desarrollo). Las disposiciones constitucionales que establecían las RED fueron planteadas entre finales de 2010 e inicios de 2011 durante el gobierno del presidente hondureño Porfirio Lobo, que dio respaldo oficial a las propuestas de desarrollo económico del economista estadounidense Paul Romer, quien promueve los beneficios de crear ciudades charter o ciudades modelo en territorios deshabitados de países en desarrollo, con reglas claras y estables (seguridad jurídica) y con las puertas abiertas al capital y a la inmigración. El Congreso Nacional de Honduras aprobó en 2011 las reformas constitucionales necesarias para la implementación de las mismas. La Ley de Regiones Especiales de Desarrollo que se aprobó en 2011 para implementar las ciudades autónomas articulaba la relación entre el estatuto constitucional de cada zona y la soberanía de Honduras.
Los magistrados de la Corte Suprema de Justicia de Honduras, en octubre de 2012, declararon inconstitucional el proyecto de las regiones especiales de desarrollo.  En el proceso Paul Romer salió del proyecto, y su liderazgo fue reemplazado por el de Michael Strong quien marcó diferencias entre su proyecto de zonas autónomas y el de Romer, siendo la propuesta de Strong más inclinada a la experimentación a pequeña escala para encontrar el mejor modelo posible. En enero de 2013 una segunda ronda de reformas constitucionales aprobó enmiendas que permiten legalizar estas regiones especiales que en adelante se denominan zonas de empleo y desarrollo económico, bajo una ley nueva amoldada al efecto. El congreso hondureño aprobó la Ley Orgánica de las Zonas de Empleo y Desarrollo Económico en junio de 2013, y dos zonas se preparan para una consulta ciudadana sobre la creación de estos distritos autónomos.
En abril del 2022, el Congreso Nacional derogó las reformas constitucionales y las leyes que crearon el régimen ZEDE. Sin embargo, las tres ZEDE en operación (Próspera, Morazán y Orquídea) gozan de derechos adquiridos que les permite continuar operaciones por el término de 50 años, de conformidad con sus Contratos de Estabilidad Jurídica, el artículo 45 de la Ley Orgánica de las ZEDE y el Tratado de Inversión Bilateral entre Honduras y el Gobierno de Kuwait.

## Ley de las Zonas Especiales de Empleo y Desarrollo (ZEDE)  derogada por unanimidad en el Congreso Nacional de Honduras
En abril del 2022, el Congreso Nacional derogó las reformas constitucionales y las leyes que crearon el régimen ZEDE. Sin embargo, las tres ZEDE en operación (Próspera, Morazán y Orquídea) consideran que gozan de derechos adquiridos que les permite continuar operaciones por el término de 50 años, de conformidad con sus Contratos de Estabilidad Jurídica, el artículo 45 de la Ley Orgánica de las ZEDE y el Tratado de Inversión Bilateral entre Honduras y el Gobierno de Kuwait.

## Impacto Proyectado
Recientemente, los economistas de la Universidad Francisco Marroquín realizaron un análisis de impacto económico analizando cómo las ZEDEs podrían impactar la economía hondureña. Descubrieron que una ZEDE que se asemeja a las tasas de crecimiento de las Zonas Económicas Especiales de China alcanzaría un PIB per cápita de $ 36,000 para el año 2050.

Proyección de PIB per cápita de Honduras

## Opinión pública
El proyecto de las ZEDES ha recibido un enorme rechazo por la mayor parte de la población Hondureña y también por parte de un buen sector de la iglesia católica, recibiendo un nulo apoyo por parte de los ciudadanos. El rechazo popular hacia las ZEDES ha llegado incluso a la organización de varias manifestaciones en diversas partes de Honduras, principalmente de movimientos a favor de los derechos humanos, y ambientalistas. Uno de los principales argumentos en contra de las ZEDES, es que la existencia de dicho proyecto viola la constitución Hondureña y la soberanía nacional y que su realización conllevara la expulsión, despojo, y la expropiación de tierras de miles de ciudadanos de origen campesino, indígena, y Garífuna. Otro es la reinvención de la llamada República Bananera, ya que las acciones tomadas por parte del gobierno Hondureño son similares a las realizadas a inicios del siglo XX. Otra de las críticas es que dichas Zonas funcionaran como refugio para personas señaladas de corrupción y narcotráfico, porque, además, se consideran zonas que promueven el lavado de dinero a través del desarrollo de paraísos fiscales, y por último, porque son zonas que promueven la inversión de capital sin mayores controles administrativos donde diversos tipos de abusos pueden cometerse.

## Enlaces
- Página oficial de las ZEDE del gobierno de Honduras

- Datos: Q3455626